# Roberto Jucci
Roberto Jucci, italijanski general, * 19. februar 1926.
Med letoma 1986 in 1989 je bil poveljujoči general Korpusa karabinjerjev.